# Ogham- und Runensteine der Isle of Man

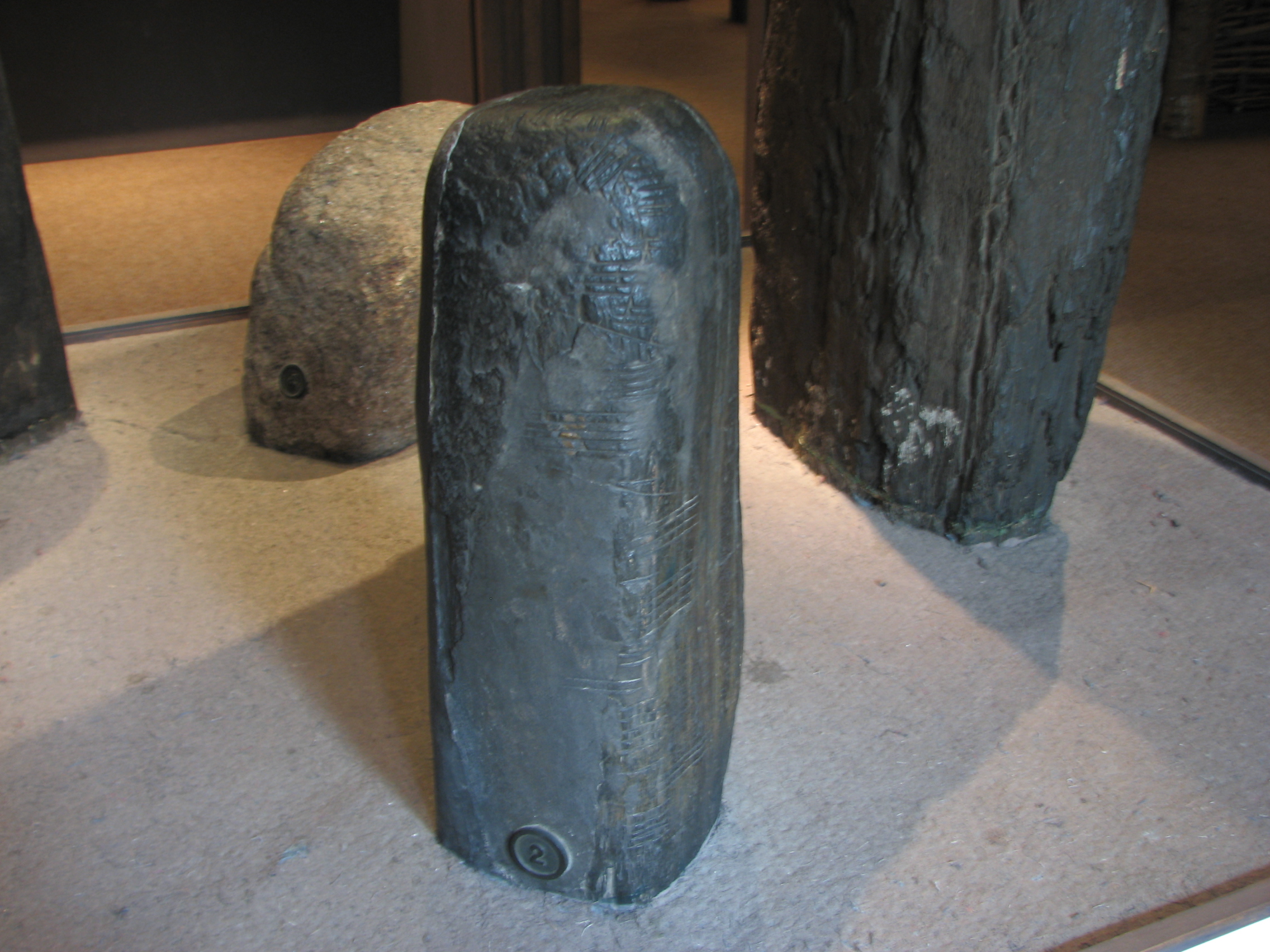
Ogham-Steine im Manx Museum, im Vordergrund der Ballaqueeney-Stein II

Die Ogham- und Runensteine der Isle of Man sind eine heterogene Gruppe von sechs Steinen, die zwischen dem 5. und 12. Jahrhundert entstanden. Beispiel der Verschmelzung der irischen (Déisi) und nordischen Kultur auf der Isle of Man (Wikinger-Königreich der Inseln vom 9. bis zum 13. Jahrhundert) sind zwei Steine, die Runen- und Ogham-Inschriften auf dem gleichen Stein kombinieren.

## Die Ogham-Runensteine

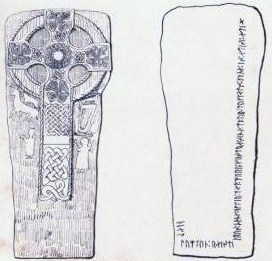
Kirk Michael (III), MM 130

Der Maughold-Stein (MAUGH/2) und der Kirk-Michael-Stein (KMICH/1) befinden sich noch in situ, während sich die übrigen Oghamsteine im Museum von Douglas befinden.

### Kirk-Michael-Stein
Der Kirk-Michael-Stein ist eine im 11. Jahrhundert dekorierte Kreuzplatte mit einer langen Runeninschrift zum Gedenken an einen Ziehsohn. Es gibt schwach erkennbare Oghaminschriften auf der Vorder- und der Rückseite der Platte. Die Inschrift auf der Vorderseite umfasst das gesamte Ogham-Alphabet, die auf der Rückseite ist nicht mehr lesbar. Diese beiden Inschriften sind nicht Teil der Kreuzplatte, sondern haben sie im 11. oder 12. Jahrhundert zerkratzt. 
```
   ᚛ᚁᚂᚃᚄᚅᚆᚇᚈᚉᚊᚋᚌᚍᚎᚏᚐᚑᚒᚓᚔ᚜
   ᚛ᚋᚒᚒᚉᚑᚋᚐᚂᚂᚐᚃᚔᚒᚐᚋᚒᚂᚂᚌᚒᚉ᚜
   ᛘᛅᛚ᛬ᛚᚢᛘᚴᚢᚿ᛬ᚱᛅᛁᛋᛏᛁ᛬ᚴᚱᚢᛋ᛬ᚦᛁᚾᛅ᛬ᛁᚠᛏᛁᚱ᛬ᛘᛅᛚ᛬ᛘᚢᚱᚢ᛬ᚠᚢᛋᛏᚱᛅ᛬ᛋᛁᚾᛁ᛬ᛏᚭᛏᛁᚱᛏᚢᚠᚴᛅᛚᛋ᛬ᚴᚭᚾᛅ᛬ᛁᛋ᛬ᛅᚦᛁᛋᛚ᛬ᛅᛏᛁ᛭
   ᛒᛁᛏᚱᛅᛁᛋ᛬ᛚᛅᛁᚠᛅ᛬ᚠᚢᛋᛏᚱᛅ᛬ᚴᚢᚦᛅᚾ᛬ᚦᛅᚾ᛬ᛋᚭᚾ᛬ᛁᛚᛅᚾ᛭
```

Es wird vermutet, dass der Kirk-Michael-Stein und der Maughold-Stein durch die Hinzufügung des Ogham-Alphabets absichtlich lädiert wurden. Als Grund wird eine gälische Reaktion gegen die Besatzer gesehen. Andererseits kommt jedoch die Fachwissenschaft zumindest beim Maughold-Stein ziemlich  einstimmig zu dem Ergebnis, dass die Einritzung der Ogham-Zeichen zeitlich weit vor der Einritzung der Runenzeichen erfolgt sein muss.

### Ältere Grabsteine

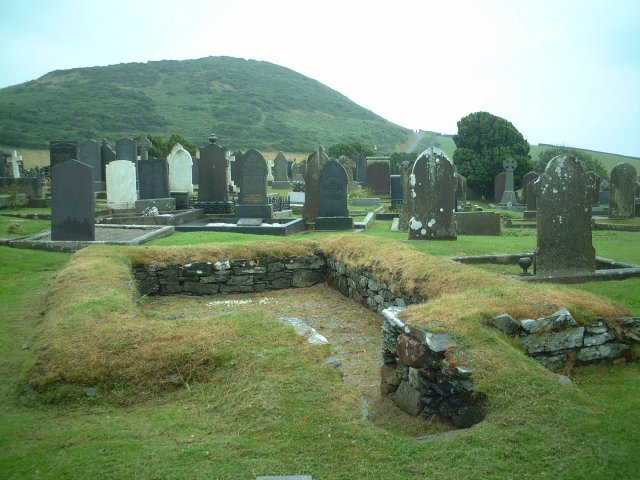
Keeill auf dem Friedhof der Maughold Church

Im Gegensatz zu den sehr späten Ogham-Runen Inschriften, gibt es einige typisch irische Steine zum Gedenken an Menschen mit gälischen Namen, die ins 5. oder 6. Jahrhundert datiert werden:
- Bimaken-Friary-Stein I
- Ballaqueeney-Stein I
- Ballaqueeney-Stein II

Zwei dieser drei Steine wurden auf dem Friedhof einer Keeill (das Wort „Kapelle“ in Manx, irisch: Cill), einer kleinen, frühmittelalterlichen (6. bis 12. Jahrhundert) Kapelle gefunden. Etwa 300 solcher Keeills waren über die Insel verstreut und 35 sind erhalten. Die mit Keeills verbundenen Oghamsteine waren wahrscheinlich Grabsteine.
Der Knoc-y-Doonee-Stein, ein anderer früher Stein, der auch von einem Gräberfeld einer Keeill stammt hat eine lateinische Ogham-Inschrift:
- Hier liegt Ammecatus, Sohn des Rocatus (in Latein)
- Ambicatos, Sohn des Rocatos (in Ogham)

Das Gedenken an eine Person in lateinischer und Ogham-Inschrift ist ansonsten typisch für die Ogham-Steine in Wales (z. B. Nevern Churchyard) und Cornwall, auf irischen Ogham-Steinen hingegen völlig unbekannt. Der Name Rocatos ist wahrscheinlich gälisch, aber sein Sohn hat einen brittonisierten Namen. Ammecatus oder Ambicatos ist das Äquivalent zum irischen Imbicatos. Somit belegt dieser vermutlich aus dem 6. Jahrhundert stammende Stein, einen frühen britischen Einfluss auf die irische Manx Kultur. 
Der 2007 entdeckte Oghamstein von Speke Keeill in dem Gräberfeld einer Keeill aus dem 11. Jahrhundert, ist einer der ungewöhnlichsten und wichtigsten auf der Insel gefundenen Ogham-Steine.
Der „Bimaken-Friary-Stein II“ ist weniger typisch. Er hat eine seltsam ovale Form und ist somit ganz anders als die Steinsäulen, in die normalerweise Ogham eingeschrieben wurde. Der Stein benutzt die sprachlich Spätform „maq“ für die frühere „Maqi“. Diese entstand zwischen dem 6. und 9. Jahrhundert.